# Ugandische Volleyballnationalmannschaft der Frauen
Die ugandische Volleyballnationalmannschaft der Frauen ist die Auswahl ugandischer Volleyballspielerinnen, welche die Uganda Volleyball Federation (UVF) auf internationaler Ebene, beispielsweise in Freundschaftsspielen gegen die Auswahlmannschaften anderer nationaler Verbände, aber auch bei internationalen Wettbewerben repräsentiert. 1982 trat der nationale Verband dem Weltverband Fédération Internationale de Volleyball (FIVB) bei. Im August 2012 wurde die Mannschaft auf Rang 112 der Weltrangliste geführt.

## Internationale Wettbewerbe

### Uganda bei Weltmeisterschaften
Die Mannschaft konnte sich bisher nicht für eine Weltmeisterschaft qualifizieren.

### Uganda bei Olympischen Spielen
Bisher gelang es der Mannschaft nicht, sich für die olympischen Wettbewerbe zu qualifizieren.

### Uganda bei Afrikameisterschaften
Die Mannschaft kann bisher eine Teilnahme an der Afrikameisterschaft vorweisen:
| - 1976: nicht qualifiziert - 1985: nicht qualifiziert - 1987: nicht qualifiziert - 1989: nicht qualifiziert - 1991: nicht qualifiziert - 1993: nicht qualifiziert - 1995: nicht qualifiziert - 1997: nicht qualifiziert | - 1999: nicht qualifiziert - 2001: nicht qualifiziert - 2003: nicht qualifiziert - 2005: nicht qualifiziert - 2007: 9. Platz - 2009: nicht qualifiziert - 2011: nicht qualifiziert |

### Uganda bei den Afrikaspielen
Ugandas Volleyballnationalmannschaft der Frauen nahm bisher nicht an den Wettbewerben der Afrikaspiele teil.

### Uganda beim World Cup
Uganda kann bisher keine Teilnahme am World Cup – dem Qualifikationsturnier für die Olympischen Spiele – vorweisen.

### Uganda beim World Grand Prix
Der World Grand Prix fand bisher ohne ugandische Beteiligung statt.